# وسيم الحريصي
وسيم الحريصي هو كوميدي ومسرحي تونسي، إشتهرا بدور ميغالو في سلسلة سايس خوك التي تعرض يوميا في إذاعة موزاييك أف أم.

## أعماله

### مسرحيات
- الســـلام عليكــم [2] مع بسام الحمراوي وفيصل الحضيري.

### برامج تلفزيونية
- اللوجيك السياسي
- التمساح، التونسية، رمضان 1433هـ/2012م
- الطيارة، التاسعة
- ألو جدة، التاسعة، رمضان 1437هـ/2016م
- الماسك، رمضان 1438ه/2017م
- امور جدية 2017,2018
- إلي بعدو، الحوار التونسي، 2019

### برامج إذاعية
- سايس خوك، موزاييك أف أم

## قضية تقليد رئيس الدولة
تم إيقافه من قبل النيابة التونسية مع المنشط التفزيوني معز بن غربية وذلك بسبب ارتكاب «أمر موحش ضد رئيس الدولة والتحيل ونسبة صفة لنفسه لدى العموم والمشاركة في ذلك طبقا لأحكام الفصول 32 و67 و159 و291 من المجلة الجزائية».

## الحياة الشخصية
تزوج وسيم الحريصي يوم الخميس 25 ديسمبر 2014 بعد عقد قرانه على الآنسة هويدة.